# كون ديمبسي
كون ديمبسي (بالإنجليزية: Con Dempsey)‏ هو لاعب كرة قاعدة أمريكي، ولد في 16 سبتمبر 1922 في سان فرانسيسكو في الولايات المتحدة، وتوفي في 5 أغسطس 2006 في ريدوود في الولايات المتحدة.

## وصلات خارجية
- كون ديمبسي على موقعبيزبول رفرنس.كوم (الدوري الرئيسي) (الإنجليزية)